# Severin Rüttgers
Severin Rüttgers (* 27. September 1876 in Ameln bei Jülich; † 22. September 1938 in Koblenz) war ein deutscher Pädagoge, Autor, Herausgeber und Übersetzer, der vor allem als Nacherzähler deutscher und skandinavischer Volksbücher und Heldensagen bekannt geworden ist, mit denen er „volkhafte“ Werte zu progagieren suchte.

## Leben
Rüttgers war Lehrer im Raum Düsseldorf, später Regierungs- und Schulrat in Koblenz sowie Dozent an der Hochschule für Lehrerinnenbildung in Koblenz. Er trat zum 1. Mai 1932 in die NSDAP ein (Mitgliedsnummer 1.168.322).
Nach einigen schwer zu datierenden Schriften zur Kunstgeschichte, die jedenfalls noch vor dem Ersten Weltkrieg erschienen, traten Volksbücher, germanische und skandinavische Heldensagen und christliche Legenden in den Mittelpunkt seines (nach)erzählerischen Wirkens. Daneben stehen Nacherzählungen der Geschichten aus Tausendundeiner Nacht, des Robinson Crusoe und mittelalterlicher Ritterromane, die er teilweise selbst aus dem Flämischen, Englischen und Frühneuhochdeutschen übersetzte.
Rüttgers war auch als Herausgeber populärer Buchreihen (u. a. Volksbücher für die Jugend) und als Koautor von Lehrbüchern (Raum und Volk; Deutsches Lesebuch für die weibliche Jugend an höheren Lehranstalten) tätig. Neben seinen Bearbeitungen älterer Literatur gab er politisch orientierte Schriften von Autoren des 19. Jahrhunderts heraus, etwa von Gustav Freytag (Das junge Reich der Deutschen), Heinrich von Treitschke (Das Deutsche Ordensland Preußen) und Theodor Fontane (Spreeland).

## Schriften
- Über die literarische Erziehung als ein Problem der Arbeitsschule: Ein Beitrag zur Reform des Sprachunterrichts und der Lesebücher und zu einem Leseplan für die deutsche Jugend, Leipzig 1910
- Wodans Aufgang und Schicksal: Das germanische Heidentum, Köln 1911
- Die Blumen des Bösen: Rede an die Kinderfreunde über die Schundliteratur, Leipzig 1911
- Die Dichtung in der Volksschule: Ein Handbuch für Lehrende, Leipzig 1914
- Die Kleinmeister, eine Auswahl aus dem Werk der deutschen Kupferstecher nach Dürer (I. Hälfte des sechzehnten Jahrhunderts) (= Hausschatz deutscher Kunst der Vergangenheit, Heft 10), Fischer & Franke, Berlin [ca. 1918]
- Die pädagogische Fakultät: Notwendigkeit, Einrichtung, Aufgaben, Leipzig 1920
- Lesebuch und Klassenlektüre: Ein Beitrag zur Erziehung durch die Dichtung anlässig einer Streitfrage, Bielefeld 1922
- Maria in der deutschen Kunst, Saarbrücken 1923
- Rheinsagen, Köln 1929 (online)
- Literarische Erziehung: Ein Versuch über die Jugendschriftenfrage auf soziologischer Grundlage, Langensalza 1931
- Geschichte der deutschen Volksdichtung: Ein Buch für junge Deutsche, Langensalza 1933
- Erweckung des Volkes durch seine Dichtung: Erwägungen und Hinweise zur volkhaften Erziehung, Leipzig 1933
- Die goldene Frühe: Ein deutsches Bauernjahr zur Bronzezeit, Langensalza 1934